# Іванівка (Миргородський район)
Іва́нівка — колишнє село Миргородського району Полтавської області. Населення станом на 2024 рік становить 0 осіб. Входить до Великобагачанської селищної об'єднаної територіальної громади з адміністративним центром у смт Велика Багачка.

## Географія
Село Іванівка знаходиться за 2 км від села Перекопівка. По селу протікає пересихаючий струмок із загатою.
Віддаль до центру громади — 39 км. Найближча залізнична станція Хорол — за 40 км.

## Історія
Село Іванівка виникло в першій половині XIX ст. як хутір Родионівської волості Хорольського повіту Полтавської губернії.
За переписом 1859 року у власницькому хуторі Іванівка було 15 дворів, 111 жителів.
За переписом 1900 року хутір Іванівка Родионівської волості Хорольського повіту Полтавської губернії був центром Іванівської селянської громади. Він мав 17 дворів, 221 жителя.
У 1912 році в хуторі було 144 жителя.
У січні 1918 року в селі розпочалась радянська окупація.
У березні 1923 було утворено Радивонівський район у складі трьох волостей; Іванівка увійшла до цього району.
Станом на 1 лютого 1925 року Іванівка належала до Остапівського району Лубенської округи.
З 1925 року село — у складі новоутвореного Великобагачанського району.
З 15 вересня 1941 по 23 вересня 1943 року Іванівка була окупована німецько-фашистськими військами.

Станом на 2001 рік у селі проживало 9 осіб, здебільшого літнього віку.
Село входило до Радивонівської сільської ради Великобагачанського району.
12 жовтня 2016 року шляхом об'єднання Великобагачанської селищної ради та Багачанської Першої, Радивонівської, Степанівської, Якимівської сільських рад Великобагачанського району була утворена Великобагачанська селищна об'єднана територіальна громада з адміністративним центром у смт Велика Багачка.
Станом на 2024 рік постійного населення в селі, швидше всього, не залишилося.